# 保険薬局

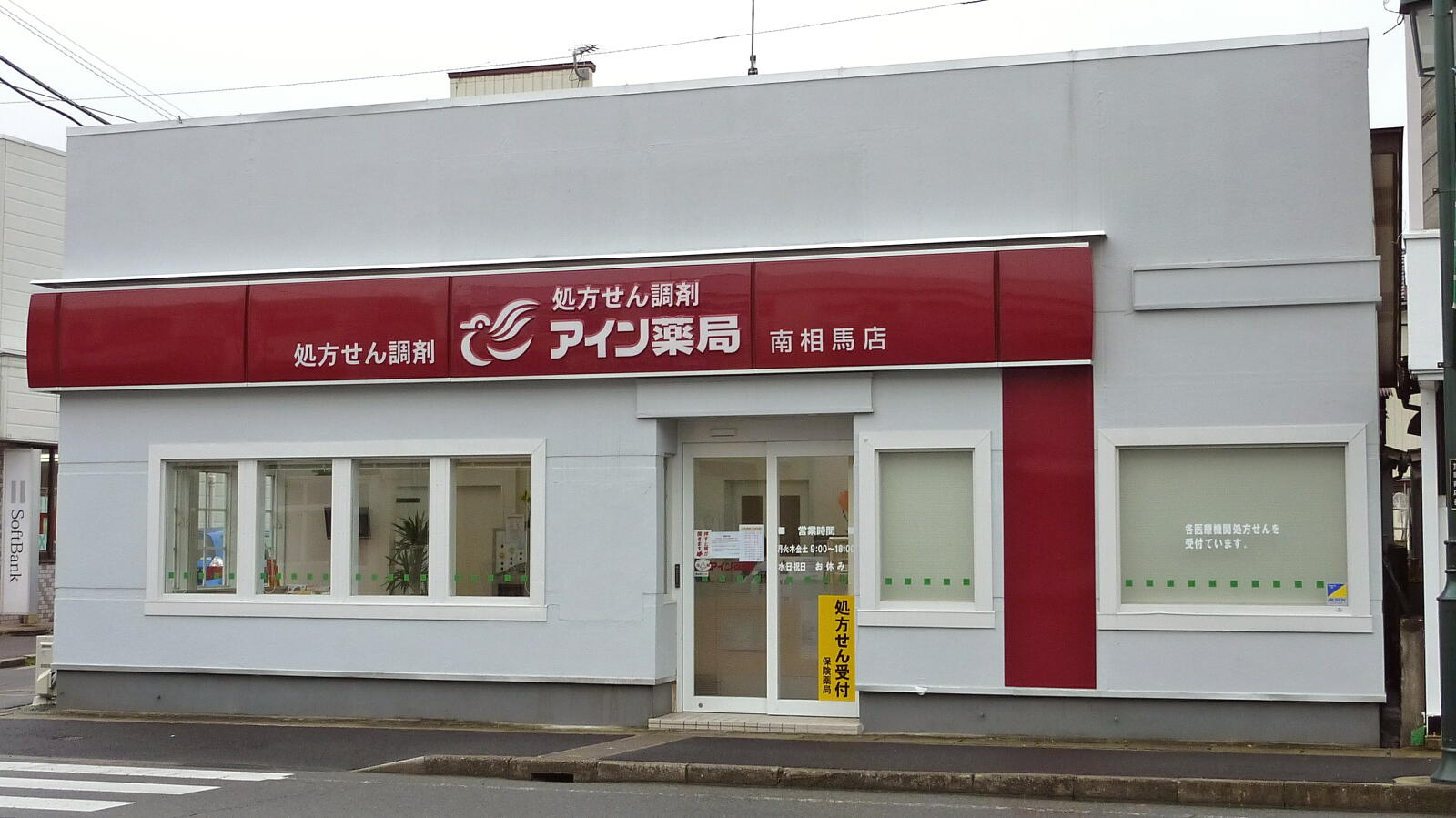
院外処方箋を受け付ける保険薬局（門前薬局）の例（アイン薬局）
入口に「処方せん受付　保険薬局」と掲示されている

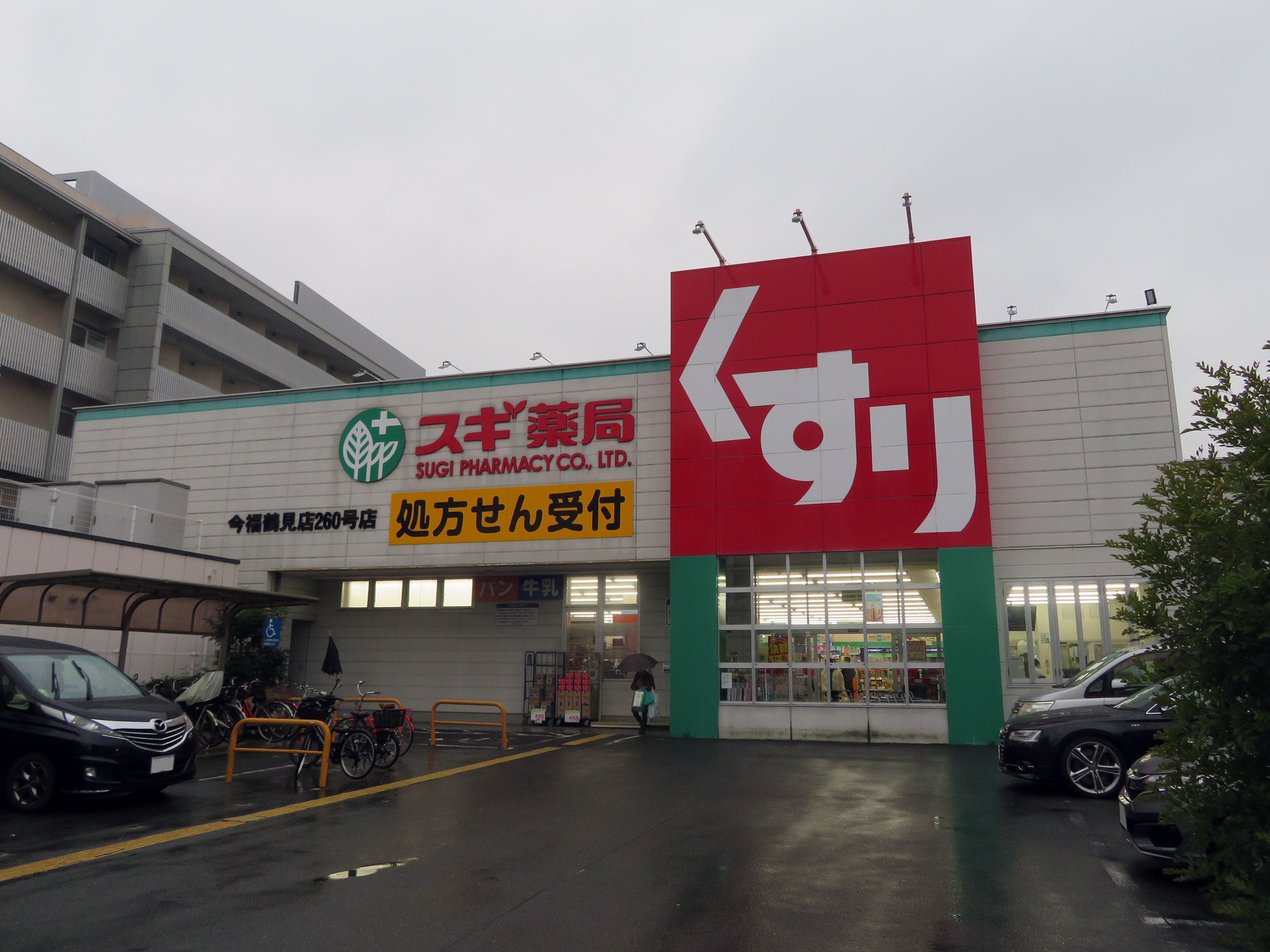
院外処方箋を受け付ける保険薬局を併設したドラッグストアの例（スギ薬局）

保険薬局（ほけんやっきょく）とは、日本において健康保険法をはじめとする医療保険各法の規定により、療養の給付等を行う薬局として厚生労働大臣の指定を受けたものをいう。
- 健康保険法について、以下では条数のみ記す。

## 概要
公的医療保険（健康保険、船員保険、国民健康保険、後期高齢者医療制度等）に基づく病院や診療所（クリニック）から発行された処方箋（院外処方箋）の受付（処方箋医薬品）と調剤を行う（保険調剤）ことができる。保険薬局でない薬局では、いわゆる大衆薬の販売や、保険調剤でない調剤を行うことはできるが、保険調剤を行うことはできない。保険薬局で保険調剤を行うためには、厚生労働大臣（薬局の所在地を管轄する地方厚生局長に権限委任。以下同じ）の指定を受けたうえで、調剤に従事する薬剤師全員が厚生労働大臣の登録を受けた薬剤師（保険薬剤師）でなければならない（第64条）。保険薬局は、その薬局の見やすい箇所に、保険薬局である旨を標示しなければならない（保険医療機関及び保険薬局の指定並びに保険医及び保険薬剤師の登録に関する省令第7条）。

## 保険薬局の指定
保険薬局の指定は、その開設者が指定の申請を行うことにより行う。厚生労働大臣は、この申請があった場合において、次の各号のいずれかに該当するときは、この指定をしないことができる（第65条）。なお指定の期間は指定の日から6年間であるが（第68条1項）、保険薬剤師である薬剤師の開設する保険薬局であって、その指定を受けた日からおおむね引き続き当該開設者である保険薬剤師のみが調剤に従事しているもの又はその指定を受けた日からおおむね引き続き当該開設者である保険薬剤師及びその者と同一の世帯に属する配偶者、直系血族若しくは兄弟姉妹である保険薬剤師のみが調剤に従事しているものについては、指定の効力を失う日前6月から同日前3までの間に、別段の申出がないときは、指定更新の申請があったものとみなされる（個人開業者の指定申請手続きの簡素化。第68条2項、保険医療機関及び保険薬局の指定並びに保険医及び保険薬剤師の登録に関する省令第9条）。
1. 当該申請に係る薬局が、健康保険法の規定により保険薬局の指定を取り消され、その取消しの日から5年を経過しないものであるとき。
2. 当該申請に係る薬局が、保険給付に関し調剤の内容の適切さを欠くおそれがあるとして重ねて厚生労働大臣の指導を受けたものであるとき。
3. 当該申請に係る薬局の開設者又は管理者が、健康保険法その他国民の保健医療に関する法律で政令で定めるものの規定により罰金の刑に処せられ、その執行を終わり、又は執行を受けることがなくなるまでの者であるとき。
4. 当該申請に係る薬局の開設者又は管理者が、禁錮以上の刑に処せられ、その執行を終わり、又は執行を受けることがなくなるまでの者であるとき。
5. 当該申請に係る薬局の開設者又は管理者が、健康保険法、船員保険法、国民健康保険法、高齢者の医療の確保に関する法律、地方公務員等共済組合法、私立学校教職員共済法、厚生年金保険法又は国民年金法の定めるところにより納付義務を負う保険料、負担金又は掛金（地方税法の規定による国民健康保険税を含む。以下「社会保険料」という。）について、当該申請をした日の前日までに、これらの法律の規定に基づく滞納処分を受け、かつ、当該処分を受けた日から正当な理由なく3月以上の期間にわたり、当該処分を受けた日以降に納期限の到来した社会保険料のすべて（当該処分を受けた者が、当該処分に係る社会保険料の納付義務を負うことを定める法律によって納付義務を負う社会保険料に限る。）を引き続き滞納している者であるとき。
6. 前各号のほか、当該申請に係る薬局が、保険薬局として著しく不適当と認められるものであるとき。

薬局が薬剤師の開設したものであり、かつ、当該開設者である薬剤師のみが調剤に従事している場合において、当該薬剤師について保険薬剤師の登録があったときは、当該薬局について、厚生労働大臣の指定があったものとみなされる。ただし、当該薬局が、上記1~6に該当する場合であって厚生労働大臣の指定があったものとみなすことが不適当と認められるときは、この限りでない（第69条）。
健康保険組合直営薬局は、当該健康保険組合の被保険者・被扶養者のみに対して調剤する場合は保険薬局の指定を受ける必要はなく、薬剤師の全員が保険薬剤師である必要はないが、指定を受けると当該組合員以外の者にも公平に開放しなければならず、調剤に従事する薬剤師全員が保険薬剤師でなければならない（昭和32年9月2日保発123号）。
厚生労働大臣は、保険薬局の指定をしないこととするときは、地方社会保険医療協議会の議を経なければならない（第67条）。この場合において、厚生労働大臣は、保険薬局に係る指定をしないこととするときは、当該薬局の開設者に対し、弁明の機会を与えなければならない。この場合においては、あらかじめ、書面で、弁明をすべき日時、場所及びその事由を通知しなければならない（第83条）。

## 保険薬局の指定の取消し・辞退
保険薬局は、その指定を辞退しようとするときは、1月以上の予告期間を設けたうえで、その旨を指定に関する管轄地方厚生局長等に申し出なければならない（第79条、保険医療機関及び保険薬局の指定並びに保険医及び保険薬剤師の登録に関する省令第10条）。
厚生労働大臣は、次の各号のいずれかに該当する場合においては、当該保険薬局に係る指定を取り消すことができる（第80条）。
1. 保険薬局において調剤に従事する保険薬剤師が、第72条1項[注 7]の規定に違反したとき（当該違反を防止するため、当該保険薬局が相当の注意及び監督を尽くしたときを除く。）。
2. 前号のほか、保険薬局が、第70条1項[注 8]の規定に違反したとき。
3. 療養の給付に関する費用の請求又は第85条5項若しくは第110条4項の規定による支払に関する請求について不正があったとき。
4. 保険薬局が、第78条1項の規定により報告若しくは診療録その他の帳簿書類の提出若しくは提示を命ぜられてこれに従わず、又は虚偽の報告をしたとき。
5. 保険薬局の開設者又は従業者が、第78条1項の規定により出頭を求められてこれに応ぜず、同項の規定による質問に対して答弁せず、若しくは虚偽の答弁をし、又は同項の規定による検査を拒み、妨げ、若しくは忌避したとき（当該保険薬局の従業者がその行為をした場合において、その行為を防止するため、当該保険薬局が相当の注意及び監督を尽くしたときを除く。）。
6. 健康保険法以外の医療保険各法による療養の給付若しくは被保険者若しくは被扶養者の療養又は高齢者の医療の確保に関する法律による療養の給付、入院時食事療養費に係る療養、入院時生活療養費に係る療養若しくは保険外併用療養費に係る療養に関し、前各号のいずれかに相当する事由があったとき。
7. 保険薬局の開設者又は管理者が、健康保険法その他国民の保健医療に関する法律で政令で定めるものの規定により罰金の刑に処せられ、その執行を終わり、又は執行を受けることがなくなるまでの者に該当するに至ったとき。
8. 保険薬局の開設者又は管理者が、禁錮以上の刑に処せられ、その執行を終わり、又は執行を受けることがなくなるまでの者に該当するに至ったとき。
9. 前各号に掲げる場合のほか、保険薬局の開設者が、この法律その他国民の保健医療に関する法律で政令で定めるもの又はこれらの法律に基づく命令若しくは処分に違反したとき。

厚生労働大臣は、保険薬局に係る指定を行おうとするとき、若しくはその指定を取り消そうとするときは、地方社会保険医療協議会に諮問するものとする（第82条）。
指定は、薬事法に規定する薬局について行われるものであるから、その廃止、開設者の死亡等により薬局としての同一性が失われた場合には、保険薬局の指定の効力も同時に失われるものである（昭和32年5月15日保発42号）。開設者変更のときは、同一性が失われるために指定の効力も当然失われ、あらためて指定を受けなければならない。開設場所変更の場合も同様である。ただし保険薬局に保険薬剤師が皆無になっても保険薬局の指定の効力は当然に失効するものではなく、なお存続する（昭和32年9月2日保険発123号）。